# Thạnh Phước (phường)
Thạnh Phước là một phường thuộc thành phố Tân Uyên, tỉnh Bình Dương, Việt Nam.

## Địa lý
Phường Thạnh Phước có vị trí địa lý:
- Phía đông tỉnh Đồng Nai qua sông Đồng Nai
- Phía đông nam giáp xã Thạnh Hội
- Phía tây và phía nam giáp phường Thái Hòa
- Phía bắc giáp phường Khánh Bình
- Phía đông bắc giáp xã Bạch Đằng.

Phường Thạnh Phước có diện tích 8,05 km², dân số năm 2021 là 12.339 người, mật độ dân số đạt 1.533 người/km².

## Hành chính
Phường Thạnh Phước được chia thành 4 khu phố: Cây Chàm, Cây Da, Dư Khánh, Tân Lương.

## Lịch sử
Trước đây, Thạnh Phước là một xã thuộc huyện Tân Uyên, tỉnh Bình Dương.
Ngày 17 tháng 11 năm 2004, Chính phủ ban hành Nghị định số 190/2004/NĐ-CP. Theo đó, thành lập xã Thạnh Hội trên cơ sở điều chỉnh 388 ha diện tích tự nhiên và 2.298 nhân khẩu của xã Thạnh Phước.
Sau khi điều chỉnh địa giới hành chính, xã Thạnh Phước còn lại 840 ha diện tích tự nhiên, dân số là 4.240 người.
Ngày 29 tháng 12 năm 2013, Chính phủ ban hành Nghị quyết số 136/NQ-CP về việc thành lập hai thị xã Bến Cát và Tân Uyên thuộc tỉnh Bình Dương. Theo đó, thành lập phường Thạnh Phước thuộc thị xã Tân Uyên trên cơ sở toàn bộ diện tích và dân số của xã Thạnh Phước.
Sau khi thành lập, phường Thạnh Phước có 805,64 ha diện tích tự nhiên, dân số là 8.147 người.